# تریمشینگ (بوتان)
تریمشینگ (به لاتین: Thrimshing) یک منطقهٔ مسکونی در بوتان (کشور) است که در Trashigang District واقع شده‌است.